# Frühling im Herbst (2009)
Frühling im Herbst ist ein Schweizer Fernsehfilm von Petra Volpe aus dem Jahr 2009 mit Therese Affolter in der Hauptrolle.

## Handlung
Der Argentinier Toni Alvarez ist Tanzlehrer und kommt in die Schweiz, um seinen Ferienflirt Melanie zu besuchen.
Da diese gerade Verlobung hat, bittet sie ihre Tante Leni Glanzmann, ihn als ihren Besuch auszugeben. Leni ist Mitte Fünfzig, hat eine Bäckerei und lebt mit ihrem Sohn zusammen. Am nächsten Abend steht Toni vor der Tür, da er eine Anstellung für drei Monate in einer Tanzschule gefunden hat und eine Wohnung braucht. Zuerst schickt sie ihn weg. Als sie aber einen Tanzlehrer für ihren Tanzkurs braucht, erhält er bei ihr eine Unterkunft. Im Laufe der Zeit kommen sie sich auch näher. Vom arbeitsreichen Leben geprägt fällt es ihr anfangs schwer, aus ihrem Alltag auszubrechen. Leni ist sich nicht sicher, ob sie das Richtige tut. Schliesslich ist sie eigentlich mit einem anderen Mann enger befreundet, der sie auch heiraten möchte. Ebenso sind ihre Schwägerin und auch ihr Sohn nicht davon begeistert, dass Leni mit dem wesentlich jüngeren Toni eine Beziehung eingehen will. Doch sie ist sich ihrer Gefühle Toni gegenüber sicher und spürt, dass auch Toni in sie verliebt ist. Als er ankündigt, in Kürze nach Buenos Aires zurückzukehren, bricht sie mit ihrem bisherigen Leben und kauft ein Flugticket. Auch wenn sie keinen festen Plan hat und gar nicht weiss, was sie wirklich will, verpachtet sie die Bäckerei, die sie eigentlich nie übernehmen wollte und nur weiterführte, weil ihr nach dem Tod ihres Mannes nichts weiter übrig blieb.

## Veröffentlichung
Frühling im Herbst hatte seine Uraufführung am 29. November 2009 in SRF 1.

## Kritik
Tilmann P. Gangloff wertete: „Ältere Frau liebt jungen Mann: Das ist als Geschichte nicht originell, aber der Baden-Badener Überraschungserfolg entwickelt einen ganz eigenen Reiz.“ Auch wenn der Film „märchenhafte Züge“ trage, sei er doch „dennoch ausgesprochen lebensnah umgesetzt.“ Therese Affolter spiele „die Hauptfigur daher betont ungeschminkt.“ Auch sei die Umsetzung „ausgesprochen unspektakulär, die Bildgestaltung (Andreas Höfer) sehr zurückhaltend.“ „‚Frühling im Herbst‘ konzentriert sich ganz auf Handlung und Figuren. Darin, wie auch in den aus deutscher Sicht unverbrauchten Gesichtern, liegt jedoch die Stärke des Films.“
TV Spielfilm urteilte: „Regisseurin Petra Volpe gelang das beschwingte, sensible Porträt einer Frau, die immer nur funktioniert hat und unerwartet ihre Gefühle entdeckt.“ Fazit: „Macht Laune wie ein Frühlingstag im Herbst“.

## Auszeichnungen
Beim Fernsehfilmfestival Baden-Baden 2010 erhielt Frühling im Herbst den Fernsehfilmpreis der Deutschen Akademie der Darstellenden Künste als bester Fernsehfilm sowie den Preis der Studentenjury.